# ガブリエル・バティストゥータ
ガブリエル・オマール・バティストゥータ（Gabriel Omar Batistuta, 1969年2月1日 - ）は、アルゼンチン・サンタフェ出身の元プロサッカー選手。ポジションはフォワード。
1990年代を代表するフォワードの一人で、長くイタリア・セリエAで活躍し、セリエAの外国人最多通算得点記録を保持している。またアルゼンチン代表にも選抜され、歴代2位の得点記録保持者である。2005年に引退した。ニックネームは獅子王、バティ、バティゴル（バティゴール）。家族は妻と4男。サッカー界から引退後は、アドルフォ・カンビアッソのもとでポロを学んでおり、プロ選手として試合にも出場している。

## クラブ経歴

### 幼少期〜アルゼンチン時代
1969年2月1日、アルゼンチンのサンタフェに生まれる。子供の頃はサッカーよりバスケットボールに興味があったが、地元開催のW杯アルゼンチン大会で、当時のアルゼンチン代表のエース・マリオ・ケンペスのプレイを見たことでサッカーへの興味を膨らませた。子供たちで草サッカーに興じ、大会に出るため皆でチーム「グルッポ・アッレグリーア」を結成。ただ、父親が学業や家業の手伝いをおろそかにしないことを求めたため、16歳までは地元の大会に出場する程度にとどまった。16歳で地元チームのプラテンセのジュニアチームに所属。1986年17歳にしてようやくバスケットボールからサッカー選手へと本格的に転向。強いフィジカルでゴールを奪うプレーぶりを、当時マルセロ・ビエルサが下部組織の指導者をしていたニューウェルズ・オールドボーイズが目を付け、1987年に移籍した。
1987-88シーズン、ニューウェルズ・オールドボーイズでリベルタドーレス杯準優勝。1989年にリーベル・プレートに移籍。1989-90シーズン、リーベル・プレートでアルゼンチンリーグ優勝。しかしパサレラに評価されず、シーズン終了後、同じブエノスアイレスを本拠地とするリーベル最大のライバル、ボカ・ジュニアーズに移籍。ストライカーとして頭角を現した。1990-91シーズン、ボカ・ジュニアーズで19試合で11得点を叩き出した。

### フィオレンティーナ
1991年にセリエAのフィオレンティーナへ移籍。2節のジェノア戦でセリエA初ゴール、20節フォツジア戦でセリエAでは初のハットトリックを達成。ラザロニ監督の辞任に伴い、就任したラディーチェ監督に見出され、レギュラーの座を手にした。1991-92シーズン、セリエAでの1シーズン目を、27試合出場13ゴールという好成績で終了。
1992-93シーズン、フィオレンティーナは低迷、9試合連続ノーゴールに終わるなど、セリエB降格となった。それに伴い、バティストゥータも移籍が取りざたされたが、チームに残留。
1994-95シーズン、1節のカリアリ戦から11月27日、サンプドリア戦まで、開幕11試合連続ゴールのセリエA新記録を達成（それまでの記録はエンツォ・パスクッティの開幕10試合連続ゴール）。ルイ・コスタとのコンビが冴え渡り、26得点を挙げセリエA得点王となった（アルゼンチン人としてはディエゴ・マラドーナ以来2人目）。
1995-96シーズン、チーム・個人共に好調を維持、一時は2位と優勝争いをした。リーグを4位で終えた。また、コッパ・イタリア優勝を達成した。
1997-98シーズン、開幕戦ウディネーゼ・カルチョ戦でハットトリックを達成。
1998-99シーズン、3節ACミラン戦、17節カリアリ戦でそれぞれハットトリックを達成、前半戦、17試合で17ゴールの活躍。後半、チームの好調とともに得点王レースの首位を走っていたが、リーグ終盤に左足の怪我を負い、約1か月の離脱を強いられ、チームは離脱中に失速し、最終的に3位に終わった。一方の得点王争いでも、最終節に得点を挙げたウディネーゼのアモローゾに追い抜かれ、2度目の得点王を逃した。
1999-00シーズン、チャンピオンズリーグではグループリーグのマンチェスター・ユナイテッド戦ではホーム、アウェイで共にゴールを奪い、10月27日アーセナル戦で豪快にゴールを決め、アーセナルを破るなど存在感を示した。セリエAの3節のエラス・ヴェローナ戦、最終節のヴィチェンツァ・カルチョ戦でハットトリックを達成、リーグ戦では23得点を挙げたが、1点差でシェフチェンコに得点王のタイトルを奪われた。

### ASローマ
2000年5月、スクデット獲得への思いと、破格の移籍金（当時としてはサッカー史上2番目の3,490万ユーロ）で同じセリエAのASローマへ移籍。2000-01シーズン、セリエA2節レッチェ戦で移籍後初ゴールと2点目のゴールを決め、5節ブレシア戦ではハットトリックを達成、移籍1年目で20ゴールを記録して、ローマの1983年以来18年ぶりのセリエA優勝に貢献。自身としては初のリーグ優勝だった。

### インテルへの移籍から引退まで
2003年1月、セリエA・インテルへ移籍した。この移籍はそれまでインテルのエースストライカーであったクレスポの怪我に伴うものであった。セリエAでのラストゴールは2003年3月16日のコモ戦となった。
2002-03シーズン終了後、12年間すごしたイタリアを去り、カタールリーグのアル・アラビへ移籍。2005年に現役引退を表明。

## 代表経歴
1991年6月27日、ブラジル・クリチバで行われた対ブラジル戦でアルゼンチン代表デビューを飾る。コパ・アメリカ・チリ大会では6ゴールを挙げ、アルゼンチン代表を優勝へ導いた。また、個人タイトルとして得点王も獲得した。
1993年コパ・アメリカ・エクアドル大会では決勝戦での2ゴールなどで、アルゼンチンの大会2連覇に貢献。
1994年W杯アメリカ大会、ギリシャ戦でハットトリックを達成、ベスト16ルーマニア戦ではゴールを決めたが敗退した。
1995年コパ・アメリカ・ウルグアイ大会ではチームは優勝を逃したが、自身は得点王となった。
1996年-1997年W杯フランス大会・南米予選で当初バティストゥータはダニエル・パサレラ監督に出場機会をあまり与えられていなかったが、最終的にはレギュラーとして代表に復帰した。
1998年W杯フランス大会。初戦はW杯初出場である日本戦。ここで1点を決め、勝利に貢献した。また、ジャマイカ戦ではW杯記録となる（1994年大会と続いての）2大会連続のハットトリックを決めた。大会を通じて5ゴールでシルバーブーツ賞、チームはベスト8まで進出した。
2002年W杯日韓大会。アルゼンチン代表のエースとして参加するが、ナイジェリア戦で1得点をあげるのみに終わり、チームはグループリーグで敗退した。バティストゥータはアルゼンチン代表からの引退を宣言した。アルゼンチン代表としては、二大会連続でハットトリックを達成するなど、78試合56得点の成績を残した。

## 引退後
オーストラリアのパースに移住。アルゼンチンにて建設会社を運営している。
2011年
出身地である母国アルゼンチンのサンタフェ州レコンキスタ近郊に複数の農場を所有。馬・牛・山羊、鶏などを飼育。同時にでポロ選手として活躍。現役時代の足首の酷使から歩行困難となり、30分程度立っているのが限界となったと報道されたが、本人は否定している。
2014年
上記の歩行困難についてインタビューに答え、一時は足を切断して欲しいと願うほどであったことを告白。
2015年
ACFフィオレンティーナの殿堂入り、またスクデット獲得に貢献したことが評価され、ASローマの殿堂入りを果たした。

## 人物
もともとは裕福なバティストゥータ家だったが、父が事業に失敗して困窮し、養鶏場の経営を開始。その鶏肉と卵ばかりを食べて育ったガブリエルは肥満児となり、下記のようにエル・ゴルド (El Gordo, でぶ)がニックネームとなった。ニューウェルズに移籍する頃も太り気味ではあったが、ビエルサにひときわ厳しいトレーニングを課せられた結果、体重が落ちた。現役時代も食事には気を遣っていた。

### 愛称
よく使われる愛称はバティ (Bati) 。バティゴル (Batigol)。また、後述のフィオレンティーナでの活躍からフィレンツェの英雄と称される。その他にも荒ぶるその容姿からレ・レオーネ (Il re leone, 獅子王) とも言われる。少年期には太り気味だったことからエル・ゴルド (El Gordo, でぶ) と言われたこともある。陸上選手という前歴があるが足元のボールキープはおぼつかないもので、付けられたニックネームは「エレファンテ（象）」、送迎の車の中ではトップチームへ昇格する貪欲な執着心をスタッフに滔滔と語り打ち明け、このまま埋もれる気はないことを熱弁している。その後、バランスの良い恵まれた体躯と、元々のアスリートとしての資質、多少のタックルでは当たり負けしないタフなプレーでストライカーとしての頭角を現す。

### フィレンツェの英雄

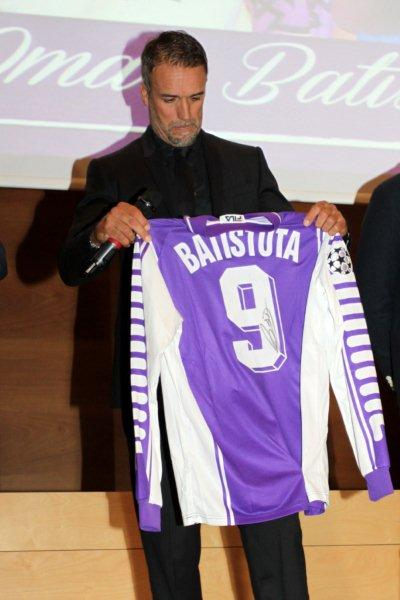
自身のユニフォームを手に取るバティストゥータ (2014年)

1992-93シーズンにフィオレンティーナは思うような成績を上げられずセリエBに降格したが、バティストゥータはフィオレンティーナに留まり、翌年の再昇格へ大きな役割を果たした。その後1994-95シーズンにはセリエA得点王、1995-96シーズンにはチームのコッパ・イタリア優勝に貢献した。最終的に合計9シーズン、フィオレンティーナに在籍し通算269試合出場、167ゴールという結果を残した。(セリエA通算は318試合184ゴール、彼はフィレンツェの英雄と称えられ、フィオレンティーナのファンは本拠地アルテミオ・フランキの前に銅像を建てた。
2000年にASローマへ移籍。フィオレンティーナのファンは悲しみ、また憤りのあまり彼の銅像を破壊してしまった。この移籍はバティストゥータ自身がフィオレンティーナでは成し得なかったスクデットをどうしても獲得したかったことと、多額の移籍金（約40億円、当時セリエA史上2番目の高額）によりクラブが断りきれなかったことが理由であり、彼自身、フィオレンティーナへの愛は不変であると公言している。
ローマへの移籍初年度にオリンピコでフィオレンティーナと対戦した際には、同点で迎えた終了間際にミドルシュートで決勝点となるゴールを奪った。しかし彼は喜びの感情を表すことはなく、チームメイトに祝福される輪の中で俯いたままであった。彼のフィオレンティーナへの愛着を表すシーンとして、またスクデットを獲得したチームに数々のゴールによって最大限に貢献した彼の献身を象徴する試合として、その年のハイライトシーンとなった。
キャリアの最後はフィオレンティーナでプレーしたいと述べるなど、フィオレンティーナへの変わらぬ愛情を示していた。

## エピソード
小さな頃からバスケットボールが大好きで、将来の夢はバスケットボールのアルゼンチン代表としてオリンピックに出場することだった。その一方で学業でも優秀な成績を収め、医者を志しもした。
またフィオレンティーナ在籍時はゴールを挙げた際にイタリア建国の祖ジュゼッペ・ガリバルディを真似た「ガリバルティポーズ」をしてスタジアムを沸かせた。

## 個人成績
| クラブ             | シーズン | リーグ | リーグ | リーグ杯 | リーグ杯 | 国際 | 国際 | 期間通算 | 期間通算 |
| クラブ             | シーズン | 出場   | 得点   | 出場     | 得点     | 出場 | 得点 | 出場     | 得点     |
| ------------------ | -------- | ------ | ------ | -------- | -------- | ---- | ---- | -------- | -------- |
| ニューウェルズ     | 1988-89  | 24     | 7      | -        | -        | 5    | 3    | 29       | 11       |
| リーベル・プレート | 1989-90  | 21     | 4      | -        | -        | -    | -    | 21       | 4        |
| ボカ・ジュニアーズ | 1990-91  | 30     | 13     | -        | -        | 10   | 6    | 40       | 19       |
| フィオレンティーナ | 1991-92  | 27     | 13     | 3        | 1        | -    | -    | 30       | 14       |
| フィオレンティーナ | 1992-93  | 32     | 16     | 3        | 3        | -    | -    | 35       | 19       |
| フィオレンティーナ | 1993-94  | 26     | 16     | 4        | 3        | 2    | 2    | 32       | 21       |
| フィオレンティーナ | 1994-95  | 32     | 26     | 5        | 2        | -    | -    | 37       | 28       |
| フィオレンティーナ | 1995-96  | 31     | 19     | 8        | 8        | -    | -    | 39       | 27       |
| フィオレンティーナ | 1996-97  | 32     | 13     | 3        | 2        | 7    | 4    | 42       | 19       |
| フィオレンティーナ | 1997-98  | 31     | 21     | 5        | 3        | -    | -    | 37       | 24       |
| フィオレンティーナ | 1998-99  | 28     | 21     | 6        | 4        | 3    | 1    | 37       | 26       |
| フィオレンティーナ | 1999-00  | 30     | 23     | 3        | 0        | 11   | 6    | 44       | 29       |
| ローマ             | 2000-01  | 28     | 20     | 0        | 0        | 3    | 1    | 31       | 21       |
| ローマ             | 2001-02  | 23     | 6      | 1        | 0        | 8    | 0    | 32       | 6        |
| ローマ             | 2002-03  | 12     | 4      | 2        | 1        | 6    | 1    | 20       | 6        |
| インテル (loan)    | 2002-03  | 12     | 2      | -        | -        | -    | -    | 12       | 2        |
| アル・アラビ       | 2003-04  | 18     | 25     | 0        | 0        | -    | -    | 18       | 25       |
| アル・アラビ       | 2004-05  | 3      | 0      | 0        | 0        | -    | -    | 3        | 0        |
| 総通算             | 総通算   | 440    | 249    | 43       | 27       | 47   | 24   | 516      | 300      |

## 代表歴

### 出場大会
- アルゼンチン代表 1991-2002
  - 1991年 - コパ・アメリカ・チリ大会 (優勝・得点王)
  - 1992年 - キング・ファハド・カップ (優勝・得点王)
  - 1993年 - コパ・アメリカ・エクアドル大会 (優勝)
  - 1994年 - ワールドカップ・アメリカ大会 4試合出場4得点 (ベスト16)
  - 1995年 - キング・ファハド・カップ (準優勝)
  - 1995年 - コパ・アメリカ・ウルグアイ大会 (得点王)
  - 1998年 - ワールドカップ・フランス大会 5試合出場5得点 (ベスト8)
  - 2002年 - ワールドカップ・日韓大会 3試合出場1得点 (グループリーグ敗退)

### 試合数
- 国際Aマッチ 78試合 55得点（1991年-2002年）[17]

| アルゼンチン代表 | 国際Aマッチ | 国際Aマッチ |
| 年               | 出場        | 得点        |
| ---------------- | ----------- | ----------- |
| 1991             | 7           | 6           |
| 1992             | 5           | 6           |
| 1993             | 15          | 5           |
| 1994             | 10          | 6           |
| 1995             | 11          | 9           |
| 1996             | 5           | 3           |
| 1997             | 2           | 0           |
| 1998             | 12          | 12          |
| 1999             | 2           | 2           |
| 2000             | 5           | 4           |
| 2001             | 1           | 1           |
| 2002             | 3           | 1           |
| 通算             | 78          | 55          |

## タイトル

### クラブ
リーベル・プレート
- プリメーラ・ディビシオン : 1989-90

ボカ・ジュニアーズ
- プリメーラ・ディビシオン : 1990-91C

フィオレンティーナ
- セリエB :  1993-94
- コッパ・イタリア : 1995-96
- スーペルコッパ・イタリアーナ : 1996

ローマ
- セリエA : 2000-01
- スーペルコッパ・イタリアーナ : 2001

### 代表
アルゼンチン代表
- コパ・アメリカ : 1991, 1993
- キング・ファハド・カップ : 1992
- アルテミオ・フランキ・トロフィー : 1993

### 個人
- コパ・アメリカ得点王 : 1991, 1995
- キング・ファハド・カップ得点王 : 1992
- セリエA得点王 : 1994-95
- アルゼンチン年間最優秀選手賞 : 1998
- 欧州年間ベストイレブン : 1998-99
- カタール・リーグ得点王 : 2003-04 (24得点)
- アラブ圏ゴールデンブーツ賞 : 2003-04
- FIFA 100
- 20世紀の偉大なサッカー選手100人 : 23位 (ワールドサッカー誌選出 1999)